# Kupferschwanzamazilie
Die Kupferschwanzamazilie (Saucerottia cupreicauda, Syn.: Amazilia cupreicauda, Trochilus viridigaster, Amazilia viridigaster cupreicauda, Saucerottia viridigaster cupreicauda) ist eine Vogelart aus der Familie der Kolibris (Trochilidae). Die Art ist in Venezuela, Guyana und Brasilien verbreitet. Der Bestand wird von der IUCN als nicht gefährdet (Least Concern) eingeschätzt.

## Merkmale
Die Kupferschwanzamazilie erreicht eine Körperlänge von etwa 8,0 bis 10,5 cm bei einem Gewicht von ca. 3,1 bis 5,0 g. Der Oberschnabel ist schwärzlich, der Unterschnabel pink mit dunkler Spitze. Der gerade Schnabel ist je nach Unterart ca. 17,0 bis 20,0 mm lang. Das Männchen glitzert im Großen und Ganzen grün auf Ober- und Unterseite. Nur am Hinterbauch variieren die Farbreflextionen der verschiedenen Körperteile. Der vordere Oberkopf, die Kopfseiten, das Kinn, die Kehle und die Brust glänzen smaragdgrün. Der Oberkopf, der Nacken, die Flügeldecken und der Vorderrücken sind golden bis bronzegrün, was am Rücken ins Gold- bis Bronzegrüne übergeht und schließlich dunkel zimtfarben bis rötlich braun an Bürzel und Oberschwanzdecken wird. Der Bürzel hat oft einen purpurfarbenen Schimmer. Die Flügel sind dunkelgrün bis purpurgrün. Der Hinterbauch und der Bereich um die Kloake sind gräulich braun mit einer bronzegrünen Beimischung, was farblich an den Unterschwanzdecken ins blasse Zimtfarbene übergeht. Leuchtend weiße Federn bilden Büschel um die Beine, sind aber in freier Natur nicht immer gut sichtbar. Der Schwanz ist im Wesentlichen zweifarbig, wobei die mittleren und seitlichen dunklen zimtfarbenen Steuerfedern dunkel schillernde bronzefarbene Spitzen haben. Die äußersten Steuerfedern sind zimtfarben mit rötlich-bronzefarbenen oder rötlichen Spitzen. Die Unterseite des mäßig langen, sehr leicht gegabelten Schwanzes glänzt metallisch grün. Die Weibchen unterscheiden sich von den Männchen dadurch, dass die Kinnfedern an der Basis weißer sind, was zu einem gefleckten Erscheinungsbild führt. Außerdem sind die Spitzen der äußeren Steuerfedern eher bronzefarben und weniger rötlich. Das Gefieder von noch nicht ganz ausgewachsenen Vögeln ist nicht beschrieben. Jungtiere unterscheiden sich von ausgewachsenen Tieren durch einen stumpf bräunlich grauen Hinterbauch und -leib. Das glänzende Grün an Kehle und Brust ist nicht vorhanden. Die Iris ist bei allen dunkel. Beine und Krallen sind dunkelbraun bis schwärzlich.

## Fortpflanzung
Die Brutbiologie der Kupferschwanzamazilie ist bisher wenig erforscht. Bisher wurde nur ein Nest beschrieben. Von Januar bis März wurden drei Männchen mit kleineren Gonaden entdeckt und bei einem Weibchen vergrößerte Eierstöcke. Ein Jungtier wurden bei Cayenne im März 2009 fotografiert und ein anderes bei Sipaliwini im Juli 1972 beobachtet. Das einzig bekannte Nest mit zwei Nestlingen ist vom 21. Februar 1970 am Bach Moco Moco in den Kanuku-Bergen bekannt. Es befand sich auf einem kleinen Baum, der aus einer Felswand neben einem Wasserfall herauswuchs. Dieses war mit Spinnweben an zwei dünnen Zweigen in der Nähe der Spitze eines kleinen Astes in 3 Metern Höhe befestigt. Es wird kelchförmig beschrieben mit 30 mm Durchmesser, einer Tiefe von 14 mm und Höhe von 28 mm außen. Es bestand aus gelbbraunen Samendaunen, mit einer äußeren Schicht aus Moos- und Flechtenspänen. Die äußeren Materialien werden mit Spinnweben befestigt.

## Lautäußerungen
Der Gesang der Kupferschwanzamazilie besteht aus drei verschiedenen Gesangstypen. Erstens eine kurze Gesangsphase, zweitens ein beständiges Wiederholen kurzer Laute und drittens ein Rasseln und Zwitschern im Flug. Die kurze Gesangsphase besteht aus zwei bis drei unterschiedlichen Tönen, die sich wie tii-dschi-ti-dschi oder ti-ti-dschi-ti anhören. Diese haben eine dissonant-quietschende Tonalität und dauern ca. eine Sekunde. Der Gesang und Metronomrufe sind hauptsächlich am Vormittag zu hören. Das Zwitschern kann jederzeit gehört werden, sobald die Vögel aktiv sind. Gezwitschert wird typischerweise im Flug und dies in einer Vielzahl von Situationen wie beim Schweben während der Fütterung, beim Abheben usw. Wie bei anderen Kolibris hört man das insektenähnliche Schwirren im Flug.

## Verhalten und Ernährung
Die Kupferschwanzamazilie ist meist bei der Futtersuche alleine an Blüten, doch kommt es an großen blühenden Bäumen auch vor, dass hier größere Gruppen unterwegs und die Nektarquellen umkämpft sind. Die Unterart S. c. laireti wurde öfters dabei beobachtet, wie sie Wirbellose von den Bromelien absammelte. Im Mageninhalt fand man kleine Zweiflügler und Spinnen. Sie scheint an zahlreiche unterschiedliche Pflanzen unterschiedlichster Familien anzufliegen. Hierzu gehören Akanthusgewächse, Mimosengewächse, Johannisbrotgewächse und Trompetenbaumgewächse.

## Verbreitung und Lebensraum

Verbreitungsgebiet der Kupferschwanzamazilie (grün)

Die Kupferschwanzamazilie bewegt sich in einer Vielzahl von Lebensräumen. Hierzu gehören die Ränder und Lichtungen von Galeriewäldern, Plantagen, Busch- und Gestrüpplandschaften wie Gestrüpp auf weißem Sandboden, Flussinseln mit Büschen sowie dichter niedrige Sekundärvegetation. Innerhalb dieser Lebensräume bevorzugt sie die dicht bewachsenen Bereiche. Das Habitat ist meist auf die subtropischen Höhenlagen beschränkt. So kommt sie meist in den unteren und mittleren Höhenlagen der Tepuis vor. Man findet sie in Höhenlagen von 400 bis 1700 Metern. Im östlichen Verbreitungsgebiet kann sie auch bei El Dorado in 60 Metern, an den Kanuku-Bergen in 85 Metern und bei Salto Pará in 180 Metern über dem Meeresspiegel vorkommen. Sichtungen legen nahe, dass ihr Verbreitungsgebiet größer ist als bisher angenommen. Einzelne Sichtungen gab es im östlichen Guyana, im südöstlichen und westlichen Suriname und dem nordwestlichen Gebiet von Französisch-Guayana.

## Migration
Die Kupferschwanzamazilie ist hauptsächlich ein Standvogel. In der Region Sierra de Lema kann man aber starke Schwankungen hinsichtlich der Anwesenheit von Exemplaren beobachten. Am häufigsten ist sie dort von Juni bis Juli vertreten.

## Unterarten
Es sind vier Unterarten bekannt:
- Saucerottia cupreicauda duidae (Chapman, 1929)[3] ist am Berg Duida im Süden Venezuelas verbreitet. Die Unterart hat einen eher kupferfarbenen Hinterrücken und Bürzel. Die Steuerfedern bronzefarben bis violett. An der Basis fehlt das Rotbraun.[1]
- Saucerottia cupreicauda cupreicauda (Salvin & Godman, 1884)[4] kommt an den Tepuis im Süden Venezuelas, im Westen Guyanas und im brasilianischen Bundesstaat Roraima im nördlichen zentralen Brasilien vor.
- Saucerottia cupreicauda laireti (Phelps Jr & Aveledo, 1988)[5] kommt in der Sierra de Unturán und am Pico da Neblina vor. Die Unterart ähnelt der Nominatformwirkt, ist aber etwas dunkler grün und hat gleichmäßige goldbronze- bis kupferfarbenen Oberschwanzdecken und Steuerfedern.[1]
- Saucerottia cupreicauda pacaraimae (Weller, 2000)[6] ist in der Sierra de Pacaraima verbreitet. Die Subspezies unterscheidet sich von der Nominatform durch eine insgesamt dunklere Färbung mit einer stärkeren Kupferfärbung auf dem Rücken. Der Bürzel hat einen weißlichen Schimmer und den Oberschwanzdecken fehlt das Rötliche an der Basis. Der Schwanz ist violett bis kupferrot im Gegensatz zu S. c. duidae und S. c. laireti. Auch die Unterschwanzdecken wirken dunkler rötlich als bei S. c. duidae und S. c. laireti.[1]

Früher wurde die Kupferschwanzamazilie als Unterart der Grünbauchamazilie geführt.

## Etymologie und Forschungsgeschichte
Die Erstbeschreibung der Kupferschwanzamazilie erfolgte 1884 durch Osbert Salvin und Frederick DuCane Godman unter dem Namen Amazilia cupreicauda. Das Typusexemplar wurde von Henry Whitely am Roraima-Tepui gesammelt. 1850 führte Charles Lucien Jules Laurent Bonaparte die neue Gattung Saucerottia u. a. für die Grünamazilie (Saucerottia saucerottei (Delattre & Bourcier, 1846)) ein. Dieser Name wurde zu Ehren von Antoine Constant Saucerotte (1805–1884), einem Arzt und Hobbyornithologen aus Lunéville, vergeben. Der Artname cupreicauda setzt sich aus den lateinischen Worten cypreus für „kupferfarben“ und cauda für „Schwanz“ zusammen. Laireti ist dem venezolanischen Kardiologen Andrés Eusebio Lairet Hernandez (1944-) gewidmet. Duidae bezieht sich auf den Sammelort, den Berg Duida. Schließlich bezieht sich pacaraimae auf den Lebensraum dieser Unterart, die Sierra de Pacaraima.